# De sneeuwbui
De sneeuwbui (1971) is een kort verhaal van de Vlaamse schrijver Ward Ruyslinck. Het boek beschrijft een nucleair incident door de ogen van een niet-begrijpend kind en speelt in op de angst van de mensen voor radioactiviteit.

## Het verhaal
Op een morgen sneeuwt het, terwijl het nota bene mei is en niet eens koud. De scholen sturen daarom de kinderen eerder dan normaal naar huis, al om 11 uur.
Het jongetje Bikkel blijft met enkele klasgenootjes in een voortuin in de sneeuw spelen, totdat de bewoner, een oude man, hen wegjaagt omdat ze zijn bloemen vertrappen. Bikkel gaat snel naar huis, want hij woont ver weg en als hij niet op tijd bij het middageten is zwaait er wat en krijgt hij waarschijnlijk een pak slaag.
Tijdens de tocht naar huis begint Bikkel zich opeens ontzettend moe te voelen en zijn nek begint pijn te doen. Bovendien gloeien zijn handen en gezicht, alsof hij koorts krijgt. Onderweg ziet Bikkel ongewone dingen, terwijl de gloed en pijn steeds erger worden. De straten zijn bezaaid met dode vogeltjes. Een vliegtuig vliegt laag over en laat wit poeder achter. Een huilende vrouw met een gezicht vol blaren rent Bikkel voorbij. Reclame-auto's met luidsprekers rijden door de straten en roepen dingen om die Bikkel niet begrijpt. En opeens zijn er legertrucks met soldaten in een soort ruimtepakken.
Regelmatig hoort Bikkel een woord dat hij wel kent, maar niet begrijpt. Dit woord noemt hij het "rode-lichtwoord", omdat het een alarmerende indruk maakt. Het wordt gebruikt door de mensen op straat en omgeroepen door de luidsprekers. Maar waarom zou iemand voor zoiets engs reclame maken?
Een van deze mannen grijpt Bikkel aan en neemt hem mee in een bierwagen. In de wagen zitten mensen die blaren hebben en wezenloos voor zich uit staren. Een man met een blaar op zijn gezicht heeft prachtig haar, maar dat zit zo los dat hij het kan uittrekken. Sirenes klinken en Bikkel wordt naar een ziekenhuis gebracht. Iemand gebruikt het rode-lichtwoord. Hij wordt nu ook misselijk en geeft over. Ook blijken zijn handen bedekt te zijn met blaren. Eenmaal in een ziekenhuisbed krijgt Bikkel koortsdromen over het tuintje waar hij speelde, zijn moeder, de oude man die hem wegjoeg, de dode vogels, en over het rode-lichtwoord: radio-actief....
Tegen de avond geeft Bikkel de geest.

## Verklaring
Het verhaal beslaat eigenlijk drie delen. In het eerste deel wordt de vreemde sneeuwval in mei beschreven. Het tweede stuk beschrijft Bikkels tocht naar huis. En in het derde stuk zinkt Bikkel weg in koortsdromen en loopt alles door elkaar, terwijl deze dromen aan de lezer nou juist onthullen wat er werkelijk gebeurd is. De sneeuw (nota bene in mei gevallen) was waarschijnlijk besmet met fall-out, of bestond (grotendeels) daaruit ("Bikini Snow"). Dit blijkt eveneens uit het feit dat Bikkels handen (waarmee hij de sneeuw aanraakte) onder de blaren zitten. De koorts, de pijn, de vermoeidheid, de desoriëntatie, de haaruitval en de blaren komen dan ook overeen met de symptomen van de stralingsziekte. Gezien de snelheid waarmee de symptomen optreden en tot de dood leiden, kan men zelfs vermoeden dat Bikkel 10-30 Gy heeft ontvangen. Blijkbaar is er een nucleair incident geweest, of is (via het vliegtuig) opzettelijk besmet materiaal op over de stad verspreid. Het verhaal is in 1971 geschreven, ten tijde van de Koude Oorlog, en speelt in op de angst voor een kernongeval, een kernoorlog en radioactiviteit.